# Zeit (Tangerine Dream)
| Recensione     | Giudizio       |
| -------------- | -------------- |
| AllMusic       |                |
| Onda Rock      | Pietra miliare |
| Piero Scaruffi | 8/10           |
| Uncut          | 5/10           |

Zeit (Tempo), pubblicato nel 1972, è il terzo album del gruppo di musica elettronica tedesco Tangerine Dream.

## Il disco
Zeit è l'album più sperimentale del gruppo, ed è considerato una delle pietre miliari della musica cosmica. Le sue atmosfere sono simili al primo disco da solista di Klaus Schulze, Irrlicht, pubblicato lo stesso anno. Alla realizzazione del disco hanno collaborato diversi artisti famosi, come Florian Fricke dei Popol Vuh.

## Significato
Come spiegato da Paul Russell in un'intervista del 2002, Zeit si basa su un'antica filosofia, che dice che "il tempo è in realtà immobile ed esiste solo nella nostra mente".

## Ristampe
Prima della ristampa del 2002, circolavano nel mercato due diverse versioni di Zeit: una versione consisteva in un CD, mentre l'altra era composta da un doppio CD. La prima ristampa era molto simile all'album, anche se a causa di un problema ai nastri master il suono era di scarsa qualità. La seconda, invece, presentava una migliore rimasterizzazione dei brani.
Nel 2011 Zeit venne ripubblicato insieme ad un disco contenente due brani tratti da un concerto dal vivo dei Tangerine Dream.

## Copertina
La copertina dell'album raffigura un'eclissi solare.

## Pubblicazioni

### Tracce
1. Birth of Liquid Plejades – 19:54
2. Nebulous Dawn – 17:56
3. Origin of Supernatural Probabilities – 19:34
4. Zeit – 16:58

1. Birth of Liquid Plejades – 19:54
2. Nebulous Dawn – 17:56
3. Origin of Supernatural Probabilities – 19:34
4. Zeit – 16:58

1. Birth of Liquid Plejades – 19:54
2. Nebulous Dawn – 17:56
3. Origin of Supernatural Probabilities – 19:34
4. Zeit – 16:58
5. Klangwald, Part One - 37:23
6. Klangwald, Part Two - 40:41

Ristampa del 2018: 2 dischi, edizione limitata a 1500 copie stampate su vinile arancione traslucido, pubblicata in occasione del "Record Store Day 2018"
Tracce
1. Birth of Liquid Plejades - 20:00
2. Nebulous Dawn - 18:00
3. Origin of Supernatural Probabilities - 20:12
4. Zeit - 17:43

## Formazione
- Edgar Froese – chitarra glissata, diversi generatori di rumore
- Peter Baumann – organo elettrico, sintetizzatore VCS3, vibrafono
- Christopher Franke – tastiera, piatti, sintetizzatore VCS3
- Florian Fricke – Moog in Birth of Liquid Plejades
- Steve Schroyder – organo in Birth of Liquid Plejades
- The Cologne Cello Quartet — violoncello in Birth of Liquid Plejades
  - Christian Vallbracht
  - Joachim von Grumbcow
  - Hans Joachim Brüne
  - Johannes Lücke

## Crediti
Composto, suonato e prodotto da Chris Franke, Edgar Froese e Peter Baumann.
Registrato nel maggio 1972 allo Studio Dierks a Stommeln/Köln.
Ingegnere del suono: Dieter Dierks.
Disegno di copertina e pitture: Edgar Froese.
Fotografia: Monique Froese.

## Uscite Discografiche in doppio LP
- OHR (1972) codice prima stampa tedesca OMM 2/56021 (copertina apribile "gatefold cover")
- PDU (1974) stampa italiana (copertina apribile "gatefold cover")
- Brain/Metronome (1976) ristampa tedesca (copertina apribile "gatefold cover")
- Virgin Records Ltd. (1976) ristampa inglese	(copertina apribile "gatefold cover")
- Relativity Records (1985) ristampa americana (copertina apribile "gatefold cover")
- Essential Records (1999) ristampa inglese

## Ristampe in CD
- Jive Electro (1986) codice C TANG 3 (fabbricato in Austria per mercato inglese e tedesco)
- Relativity Records Inc. (1987) codice 88561 -8070-2 (fabbricato USA per mercato americano)
- Sequel Records (1996) codice 1034-2 (fabbricato USA per mercato americano "rimasterizzato")
- Essential Records (1996) codice ESM CD 347 (fabbricato UK per mercato inglese e tedesco "rimasterizzato")
- Castle Music (1999) codice CMACD 555 (fabbricato UK per mercato inglese e americano "rimasterizzato")
- Castle Music / Sanctuary Ltd. (2002) codice CMRCD 490 (fabbricato UK per mercato europeo "rimasterizzato")
- Arcangelo (2004) codice ARC-7048 (fabbricato in Giappone, copertina in cartone "paper sleeve")
- Arcangelo (2008) codice ARC-8007 (fabbricato in Giappone, copertina in cartone "paper sleeve")

## Detentori dei Diritti d'Autore
- 1970-1975: Ohr Musik
- 1976-1980: Virgin Music Publishers Ltd. (Da licenza Tangerine Dream)
- 1985-1995: Zomba Productions Ltd.
- 1996 ad oggi: Tadream Music Productions